# دایکی ایتو
دایکی ایتو (انگلیسی: Daiki Ito؛ زادهٔ ۲۷ دسامبر ۱۹۸۵) اسکی‌باز پرش اهل ژاپن است.